# Nora Lafi
 (mars 2020).
Si vous disposez d'ouvrages ou d'articles de référence ou si vous connaissez des sites web de qualité traitant du thème abordé ici, merci de compléter l'article en donnant les références utiles à sa vérifiabilité et en les liant à la section « Notes et références ».
Nora Lafi est une historienne française d'origine algérienne née en 1965 à Istres, dans les Bouches-du-Rhône. 

## Biographie
Elle est spécialiste de l'histoire de l'Empire ottoman et particulièrement des villes du monde arabe (Maghreb et Moyen-Orient) pendant la période ottomane.
Elle est actuellement chercheuse au Zentrum Moderner Orient (ZMO) de Berlin. Elle a auparavant enseigné l'histoire à l'Université d'Aix-Marseille, et à l'université de Tours. Elle a également été allocataire de recherche à l'IRMC Tunis et au CNRS (UMR Telemme) et pensionnaire du programme consacré à l'Islam et à la modernité au Wissenschaftskolleg de Berlin. Elle a été l'élève au cours de son parcours d'études doctorales (1994-1999) du professeur Robert Ilbert, spécialiste français des questions urbaines en Méditerranée orientale et fondateur de la MMSH (Maison méditerranéenne des sciences de l'homme) ainsi que de l'IMERA, l'Institut méditerranéen de recherches avancées. Une des particularités du parcours de Nora Lafi est d'avoir combiné une formation d'historienne (Université Aix-Marseille I) à une formation de linguiste (langue arabe, langue ottomane), reçue notamment à l'Université d'Aix-en-Provence, à l'université du Caire et dans le cadre du DEAC au Caire. Ses recherches sont fondées essentiellement sur la lecture de documents des archives centrales de l'Empire ottoman à Istanbul et de chroniques arabes disponibles dans les grandes bibliothèques du monde méditerranéen ou d'Europe.
Nora Lafi dirige avec Ulrike Freitag un programme de recherche au Wissenschaftskolleg de Berlin (EUME) sur le cosmopolitisme dans les villes de Méditerranée. Elle a créé à Berlin, avec U. Freitag, le séminaire spécialisé dans les études urbaines ottomanes (Ottoman Urban Studies Seminar). Elle est en outre avec Denis Bocquet fondatrice, en 2001, et directrice de la publication de H-Mediterranean (H-Net, Michigan State University).
La thèse principale qu'elle défend dans ses publications et son enseignement est que les villes arabes étaient gérées pendant la période qu'elle qualifie d'ancien régime par des instances émanant de l'élite marchande et des corporations, et que c'est cette configuration qui est réformée avec plus ou moins de succès pendant la période des tanzimat, les réformes ottomanes de la deuxième moitié du XIXe siècle, dans le contexte d'une rivalité entre puissances européennes pour la conquête des possessions ottomanes.
Nora Lafi pose donc la question de l'impact ambigu de la modernité avec les sociétés urbaines arabes, mais aussi de la place de la religion dans la morale civique traditionnelle ou de la composition des catégories de notables dans le monde ottoman.
Elle a soutenu le 28 juin 2011 à la Maison méditerranéenne des sciences de l'homme d'Aix-en-Provence une thèse d'habilitation à diriger des recherches intitulée « Esprit civique et organisation citadine dans l'empire ottoman ».

## Publications
- Une ville du Maghreb entre ancien régime et réformes ottomanes. Tripoli de Barbarie, 1795-1911, Paris, l'Harmattan, 2002
- Municipalités méditerranéennes. Les réformes urbaines ottomanes au miroir d'une histoire comparée. Europe méridionale, Maghreb, Moyen-Orient (dir.), Berlin, K. Schwarz, 2005
- Réédition critique des Annales tripolitaines de Charles Féraud, Saint-Denis, Bouchène, 2005
- The City in the Ottoman Empire. Migration and the Making of Urban Modernity (dir. avec U, Freitag, M. Fuhrmann, F. Riedler), Londres, Routledge, 2010, 272 p.
- Daily life and family in an Ottoman urban context: Historiographical stakes and new research perspectives, Guest-edited avec Ulrike Freitag, The History of the Family, Volume 16, Issue 2, p. 79-182[1]
- Urban Governance Under the Ottomans: Between Cosmopolitanism and Conflict (dir. avec U. Freitag), Londres, Routledge, 2014, 238p.
- Silvestre de Sacy: le projet européen d'une science orientaliste (dir., avec M. Espagne et P. Rabault-Feuerhan), Paris, Le Cerf, 2014, 356p.
- Urban Violence in the Middle-East: Changing Cityscapes in the Transition from Empire to Nation State, (dir., avec U. Freitag, N. Fuccaro, C. Ghrawi), Oxford/New-York, Berghahn, 2015, 334p.
- Understanding the City through its Margins. Pluridisciplinary Perspectives from Case Studies in Africa, Asia and the Middle East, (dir., avec U. Freitag et A. Chappatte), Abingdon, Routledge, 2018, 189p.
- Esprit Civique et organisation citadine dans l'empire ottoman (15e-20e s.), Leyde, Brill, 2018, 360p.

Elle est également l'auteur de nombreux articles scientifiques.